# 深井誠
深井 誠（ふかい まこと、1947年〈昭和22年〉2月7日 - 1999年〈平成11年〉1月19日）は、日本の政治家。初代埼玉県吉川市長。

## 来歴
埼玉県北葛飾郡吉川町（現・吉川市）出身。埼玉県立杉戸農業高等学校卒。農業協同組合理事長、青年会議所副理事長、吉川町議会議員などを経て、1987年、吉川町長に当選する。1991年に再選。1995年に三選。吉川町は1996年に市制施行し吉川市となり、吉川市長となった。1999年1月、4月の任期満了を目前にして死去した。